# Красна Поляна (Ленінськ-Кузнецький округ)
Кра́сна Поля́на (рос. Красная Поляна) — селище у складі Ленінськ-Кузнецького округу Кемеровської області, Росія.

## Населення
Населення — 239 осіб (2010; 281 у 2002).
Національний склад (станом на 2002 рік):
- росіяни — 95 %